# Мензинский хребет
Ме́нзинский хребе́т — горный хребет в Забайкальском крае России, в левобережье реки Менза. Часть Хэнтэй-Даурского нагорья.
Хребет тянется в субмеридиональном направлении от границы с Монголией (на юге) до устья Мензы. Общая протяжённость хребта составляет более 100 км, ширина — 15—25 км. С западной стороны хребта в сторону реки Чикой отходят несколько отрогов. Преобладающие высоты составляют 1400—1600 м. Высшая точка — голец Курепин (2009 м).
Хребет сложен породами преимущественно раннепалеозойского возраста; местами в них встречаются тела метаморфических пород нижнепротерозойского возраста, а также граниты позднего карбона, среднего и позднего юрского периода. В рельефе преобладают среднегорья, расчленённые долинами рек и их притоков. В некоторых местах сохранились древнеледниковые формы рельефа, нагорные террасы, фрагменты древней поверхности выравнивания; по склонам встречаются курумы и скальные выступы. Основные типы ландшафта — горная тайга, предгольцовые редколесья, гольцы.